# 3'-Fosfoadenosina-5'-fosfosolfato
La 3'-Fosfoadenosina-5'-fosfosolfato (PAPS) è un derivato dell'adenosina monofosfato fosforilata in posizione 3' che presenta un gruppo solfato impegnato in un legame solfo-fosfo-anidridico col gruppo fosfato in posizione 5'. Trattasi del coenzima più comune utilizzato nelle reazioni di solfonazione che hanno luogo nelle cellule adibite a particolari funzioni metaboliche (ad esempio nella detossificazione dei composti farmaceutici a livello epatico).

## Sintesi
La sintesi avviene tramite due reazioni consecutive opportunamente catalizzate che prevedono il consumo di energia sotto forma di ATP. La prima reazione è catalizzata dall'enzima ATP solfurasi, mentre la seconda dalla APS chinasi:
SO42- + ATP → APS + PPi
APS + ATP → PAPS + ADP

## Reazioni
la 3'-Fosfoadenosina-5'-fosfosolfato prende parte ad una serie di reazioni di biotrasformazione dette di Fase II che prevedono la coniugazione di due molecole tramite legame covalente, nel caso specifico la coniugazione di un substrato accettore col gruppo solfato donato dalla PAPS. La reazione è catalizzata dall'enzima solfotransferasi.